# Vladan Radoman
Vladan Radoman est un médecin et écrivain franco-serbe né le 16 novembre 1936 à Novi Sad, en Yougoslavie et mort le 26 octobre 2015 à Nice.

## Biographie
Il grandit dans son pays natal, avec ses deux parents, ainsi que son frère.Il fit ses études de médecine à Belgrade.
En 1963, il s'installe en France, à Paris. Il y recommence ses études de médecine, son diplôme yougoslave n'étant pas reconnu. Il deviendra alors anesthésiste-réanimateur.
En 1967, la guerre du Biafra débute à la suite de la sécession de la région orientale du Nigeria, qui s'auto-proclame  République du Biafra. Les troupes gouvernementales réalisant un blocus maritime et terrestre, la région est plongée dans la famine, ce qui entraînera, selon les estimations, la mort d'un à deux millions de personnes. Cette guerre est largement médiatisée au niveau international, ce qui va pousser des médecins à aller aider les réfugiés. Il part alors en mission avec d'autres médecins français :
Dr Marcel Delcourt, Dr Max Recamier, Dr Gérard Pigeon, Dr Bernard Kouchner, Raymond Borel, Dr Jean Cabrol, Dr Jean-Michel Wild, Dr Pascal Grellety Bosviel, Dr Jacques Bérés, Dr Gérard Illiouz, Philippe Bernier, Dr Xavier Emmanuelli, Dr Louis Schittly.
Cette guerre est à l'origine de la fondation de Médecins sans frontières en 1971.
À l'occasion de l'opération « Un bateau pour le Viêt Nam » en 1979, Bernard Kouchner a voulu affréter un bateau avec des médecins et des journalistes pour témoigner des violations des droits de l'homme dans ce pays. Il voulut également évacuer les Vietnamiens qui avaient fui leur pays devenu communiste. Il s'ensuivit une violente querelle à l'origine d'une scission avec la direction de MSF qui estima l'opération trop médiatique. Bernard Kouchner quitta alors définitivement MSF et créa avec une quinzaine d'autres médecins l'organisation Médecins du monde en 1980.
En 1982, l'écrivain sort son premier livre : Un pays en exil ; puis deux ans plus tard  : Le Ravin qui reçut le prix Sainte-Beuve 1984. 
À l'occasion d'une cérémonie, il reçoit en 1999, la croix de chevalier de la Légion d'honneur, de la part de Michel Mohrt.
C'est à l'âge de 65 ans qu'il arrête d'exercer la médecine. Il se consacre ensuite pleinement à l'écriture. 
Et en 2004, il quitte la France pour s'installer à Belgrade, où il continue à écrire des livres, mais en Serbe, cette fois-ci. 
La luciole de glace (Ledeni Svitac) a été mise en scène, en 2007, au Madlenianum opera & theatre de Zemun.
Étant malade, Vladan Radoman revient en France en 2015 et y meurt le 26 octobre 2015 à Nice.

## Décoration
- Chevalier de la Légion d'honneur (1999)